# اكتئاب ما بعد العطلة

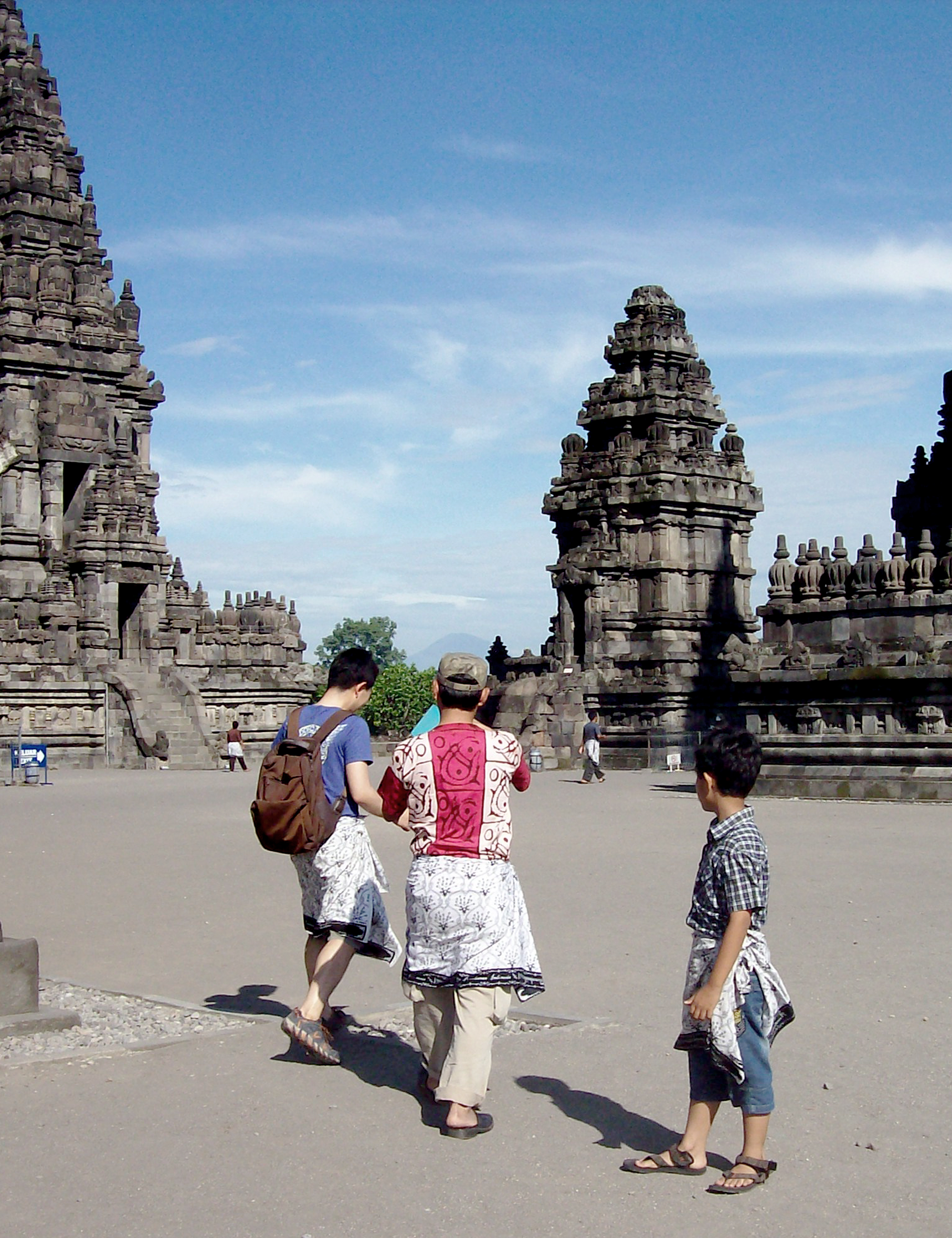

اكتئاب ما بعد العطلة أو اكتئاب ما بعد السفر (اختصارًا PTD) هو نوع من أنواع المزاج الذي يعود به الأشخاص إلى المنزل من رحلة أو إجازة طويلة ويشعر فيه الشخص بالضجر وعدم القدرة على التكيف مع بيئة جديدة مختلفة عن راحته أو على ما كان عليه، ويصيب أكثر الموظفين الجدد، الطلبة الجدد في الجامعة، البالغين والعاملين.

## نظرة عامة
قد يعاني الشخص من اكتئابٍ ما بعد عودته إلى المنزل أو إلى روتينه الطبيعي بعد العودة من إجازة طويلة، خاصة إذا كانت ممتعة. وكلما طالت الرحلة، زادت حدة اكتئاب ما بعد العطلة. هذا لأنه بعد عودة الشخص إلى المنزل، يدركون مدى ملل وضجر روتين نمط حياتهم العادي الممل عند مقارنته بالأنشطة التي قاموا بها أثناء عطلتهم أو  إجازتهم. من السهل التغلب على / التكيف مع الروتين العادي كلما كانت الرحلة أقصر. وقد يؤدي اكتئاب ما بعد العطلة إلى التعب وفقدان الشهية والشعور القوي بالعودة إلى روتين العطلة الممتع والحنين اليها، وفي بعض الحالات قد يصل إلى الاكتئاب. قد يزيدُ اضطراب الرحلات الجوية الطويلة من اكتئاب ما بعد العطلة.
وفقًا لمقال في ديلي ميرور، أفاد 57% من المسافرين البريطانيين أنهم يعانون من كآبة ما بعد العطلة.
يكثر الكلام عن هدا الاضطراب كثيرًا  في اليابان، وهو شائعٌ جدًا بين اليابانيين، في أبريل من العام الجديد، هناك تغيير لطريقة معيشة الشخص وتوقعات لبيئة جديدة مثل التوظيف أو الرجوع إلى مقاعد الدراسة اوالعيش بمفرده، ولكن على الرغم من دوافعه، إلا أنه يشبه الاكتئاب بالنسبة لبعض الأشخاص إذا لم يتمكنوا من التكيف مع تلك البيئة. هذا هو الاسم لأن الأعراض غالبًا ما تحدث في بداية شهر مايو تقريبًا في الأسبوع الذهبي (golden week)  وهو اسبوع الإجازة في اليابان. واعتمادًا على الجانب العلمي، فان  التشخيص الطبي هو «الاضطراب التكيفي» أو «الاكتئاب»

## نظرة تاريخية
ومن تاريخ المرض في اليابان، ابلغت عن الحالة الأولى  في نقابة الأطباء عن أعراض اكتئابية خفيفة مثل الخمول واللامبالاة في طالب جامعي، تم فحصه من قبل طبيب نفسي أمريكي لمدة شهر تقريبًا وذلك في عام 1961
في اليابان عام 1971، كان للعالم النفسي Mamoru Mochizuki مصطلح مرض ماي 14  (May Illness 14)، قبل 5 سنوات (1956-1957) وقال إنه ربما استقر بقوله على انه يعتبر مرض. في منتصف الستينيات، يشار إلى هدا المرض بالشعور بالاكتئاب والاكتئاب بحد ذاته، بعد حرب الفحوصات المكثفة، وفي عام 1968. انتشر واثار ضجة اعلامية، بعد ذلك، ازداد عدد الاجيال المصابة بهذا المرض وتغير إلى HIKIMORI (عزلة اجتماعية).

## الأعراض
الاكتئاب، والخمول، والقلق، ونفاد الصبر، وما إلى ذلك.. اما مايشتكي منه المرضى هو: الأرق، والتعب، وفقدان الشهية، ونقص الحافز، وعدم التفاعل مع الناس
وأوردت صحيفة «أ بي ثي» الإسبانية أن المعدل الطبيعي لمتلازمة اكتئاب ما بعد العطلة «لا ينبغي أن يتجاوز 15 يوما، وإذا استمر لأكثر من أسبوعين فيمكن أن يدل ذلك على أن هناك خطبا في بيئة العمل، بشكل يؤثر على الشخص أكثر من إجهاد ما بعد العطلة». وقد أوضحت غارثيا أن «بعض أعراض الحزن لا تعني أنك تعاني من اكتئاب ما بعد العطلة، لأن هذا النوع من الاكتئاب يقتصر على فترة حزن مؤقتة، يعود بعدها الشخص إلى طبيعته».

## العلاج
بشكل عام وفي الحالات الطبيعية، يزول هدا المرض أو المزاج بعد الإجازة بمرور الوقت. عادةً ما يستغرق الأمر بضعة أيام، ولكن في الحالات القصوى، يمكن أن يستمر المزاج لاسبوعين قبل أن يتلاشى. الطرق الأسرع لعلاج الكآبة بعد الإجازة هي أن يشارك الشخص تجاربه مع العائلة والأصدقاء، أو ينظر إلى الصور والتذكارات، قد يجد البعض الراحة في إعادة عيش تجاربهم في عطلة / إجازة أخرى؛ على سبيل المثال، إذا كان الشخص استمتع حقا بتجربة جديدة كالتزلج أو صيد الاسماك  خلال عطلته، فقد يشترى  سنارة خاصة به للاستخدام الشخصي في العطلة القادمة. أو طريقة أخرى لمعاجلة هدا المزاج وهي معروفة كثيرا، وهو ان يحاول التفكير في عطلته القادمة أو حجز مكان معين وهو ما يجعله يفكر في تكرار التجربة مما يأدي به إلى قلة الحنين إلى عطلته السابقة، وتجعل منه أكثر تحمسا للعمل وإلى توفير وقت من اجل رحلة أو عطلة جديدة.